# Acoustica
Acoustica é um álbum acústico da banda Scorpions gravado durante três concertos no Convento do Beato, Lisboa, Portugal, em 2001.
| Críticas profissionais                                                      | Críticas profissionais |
| Avaliações da crítica                                                       | Avaliações da crítica  |
| Fonte                                                                       | Avaliação              |
| --------------------------------------------------------------------------- | ---------------------- |
| allmusic                                                                    | [ 1 ]                  |
| Esta tabela precisa de ser acompanhada por texto em prosa. Consulte o guia. |                        |

## Faixas
1. "Life Is Too Short" – 5:18
2. "Holiday" – 5:55
3. "You and I" – 5:19
4. "When Love Kills Love" – 4:53
5. "Dust in the Wind" (Kerry Livgren) – 3:49 (Cover de Kansas)
6. "Send Me an Angel" – 5:24
7. "Catch Your Train" – 3:36
8. "I Wanted to Cry (But the Tears Wouldn't Come)" – 3:47
9. "Wind of Change" (Meine) – 5:34
10. "Love of My Life" (Freddie Mercury) – 2:26 (Cover de Queen)
11. "Drive" (Ric Ocasek) – 4:00 (Cover de The Cars)
12. "Still Loving You" – 5:45
13. "Hurricane 2001" (Schenker/Meine/Rarebell) – 4:35

Faixas bónus no DVD acústico 2001
1. "Loving You Sunday Morning
2. "Is There Anybody There?
3. "Tease Me, Please Me
4. "Under The Same Sun
5. "Rhythm Of Love
6. "Back To You

## Intérpretes
- Klaus Meine - Vocal
- Rudolf Schenker - Violão
- Matthias Jabs - Violão
- James Kottak - Bateria
- Ralph Rieckermann - Baixo
- Christian Kolonovits - Piano e órgão Hammond
- Johan Daansen - Violão
- Mario Argandona - Percussão
- Ariana Arcu - Violoncelo

## Paradas Musicais

### Album
| Ano  | Parada Musical           | Posição |
| ---- | ------------------------ | ------- |
| 2001 | German Albums Chart      | 13      |
| 2001 | Portuguese Albums Charts | 17      |
| 2001 | Swiss Albums Charts      | 35      |
| 2001 | French Albums Charts     | 46      |
| 2001 | Greek Albums Charts      | 68      |

## Certificações
| País   | Órgão | Ano        | Vendas              |
| ------ | ----- | ---------- | ------------------- |
| Brasil | ABPD  | 2003       | Ouro (+ 50,000)     |
| Brasil | ABPD  | 2004 (DVD) | Platina (+ 100,000) |